# Cleora braeckeli
Cleora braeckeli là một loài bướm đêm trong họ Geometridae.